# Sant'Angelo alle Fornaci
Sant'Angelo alle Fornaci era uma igreja de Roma que ficava localizada na Via Aurelia, no quartiere Aurelio. Era dedicada a São Miguel Arcanjo e foi demolida 1849.

## História
A primeira referência documental a esta igreja é de 1599, quando uma casa vizinha foi cedida a ela, presumivelmente para servir de moradia pra o padre. A região era um pequeno subúrbio industrial que beirava a Via Aurelia, ao sul da Basílica de São Pedro, onde fornos para fabricação de tijolos haviam sido instalados durante a construção da basílica. O termo italiano "fornaci" significa "fornos".
Em 1849, durante a defesa da recém-fundada República de Roma por Giuseppe Garibaldi contra o ataque das forças francesas aliadas do papa, a igreja acabou sendo destruída por tiros de canhão. Ela não foi reconstruída e a igreja conventual vizinha de Santa Maria delle Grazie alle Fornaci assumiu as funções paroquiais, uma situação que ainda permanece.
A Via di Porta Cavalleggeri foi mais tarde construída por cima do terreno onde estava a igreja, localizado hoje justamente no cruzamento dela com a Via Aurelia.

## Descrição
A igreja era bem pequena, de planta quadrada e com apenas um único altar. O teto, segundo um relato de uma visita no século XVII, era baixo e o altar ostentava uma peça-de-altar chamada "Nossa Senhora com São Pedro, São Paulo, São Miguel e São Roque".